# Carollia brevicauda
Carollia brevicauda (Schinz, 1821) è un Pipistrello della famiglia dei Fillostomidi diffuso nell'America meridionale.

## Descrizione

### Dimensioni
Pipistrello di piccole dimensioni, con la lunghezza della testa e del corpo tra 53 e 70 mm, la lunghezza dell'avambraccio tra 37,4 e 41,8 mm, la lunghezza della coda tra 4 e 12 mm, la lunghezza del piede tra 11 e 15 mm, la lunghezza delle orecchie tra 15 e 21 mm e un peso fino a 19 g.

### Aspetto
La pelliccia è lunga, soffice e si estende densamente sugli avambracci. Le parti dorsali variano dal marrone scuro al bruno-grigiastro, mentre le parti ventrali sono leggermente più chiare. Il muso è allungato e conico. La foglia nasale è ben sviluppata, lanceolata, con la porzione inferiore saldata al labbro superiore mentre i bordi laterali sono ben separati. Sul mento è presente una grossa verruca circondata da altre più piccole disposte a U. Le orecchie sono di normali dimensioni, triangolari ed appuntite. Le ali sono attaccate posteriormente lungo le anche. La coda è corta, circa un terzo della profondità dell'uropatagio. Il calcar è corto. Il cariotipo è 2n=20-21 FNa=36.

## Biologia

### Alimentazione
Si nutre di frutta, in particolare del genere Piper e di qualche insetto..

### Riproduzione
Femmine gravide sono state osservate in Perù ad ottobre.

## Distribuzione e habitat
Questa specie è diffusa in Colombia, Ecuador, Perù settentrionale, Venezuela meridionale e Guyana occidentale. È presente anche sull'isola di Trinidad.
Vive in diversi tipi di habitat, dalle foreste sempreverdi tropicali, foreste pluviali, savane e zone disturbate.

## Conservazione
La IUCN Red List, considerato il vasto areale, la relativa tolleranza a diversi tipi di habitat e la popolazione numerosa, classifica C.brevicauda come specie a rischio minimo (Least Concern)).